# Можаев, Борис Андреевич
Бори́с Андре́евич Можа́ев (1 июня 1923, село Пителино, Елатомский уезд, Рязанская губерния — 2 марта 1996, Москва) — советский и российский писатель, сценарист.

## Биография
Родился 1 июня 1923 года в селе Пителино Рязанской губернии в семье крестьян. В 1940 году, окончив школу, поступил на кораблестроительный факультет Института инженеров водного транспорта (Горький). В сентябре 1941 года был мобилизован Письмянским районным военкоматом Татарской АССР, проходил службу в рядах 650-го стрелкового полка и 113-й отдельной стрелковой бригады, награждён медалями «За боевые заслуги», «За победу над Германией», Орденом Отечественной войны II степени. Служил в армии до 1954 года. В 1948 году окончил Высшее инженерно-техническое училище ВМФ в Ленинграде. Будучи курсантом, посещал лекции на филологическом факультете Ленинградского университета. Проходил службу на флоте военным инженером в Порт-Артуре, Владивостоке. После демобилизации стал дальневосточным собственным корреспондентом «Строительной газеты», впоследствии работал в «Известиях». Его статьи постоянно публиковали в журналах и газетах.
Публикуется с 1949 года. В 1954 году вышел первый рассказ, в 1955-м — первая книга стихов «Зори над океаном». С 1956 года публикуется в центральной печати (повести «Наледь», «Саня», «Полюшко-поле»). В 1960-х годах написал очерки о сельской жизни «Земля ждёт» (1961), «Земля и руки» и «Эксперименты на земле» (1964).
В 1965 году ездил с Александром Солженицыным в Тамбовскую область для сбора материалов о крестьянском восстании. Протестовал против исключения Солженицына из Союза писателей СССР.
В 1969 году Е. А. Фурцева запретила спектакль «Живой» Театра на Таганке по повести Бориса Можаева.
В 1976 году вышло самое известное произведение писателя — роман «Мужики и бабы». Действие романа, так же как и некоторых других произведений писателя, происходит в (вымышленном) Тихановском районе Рязанской области.
В 1980-х годах опубликованы сборники «Дождь будет» (роман, повести и рассказы), «Надо ли вспоминать старое?» (очерки, эссе, повести и рассказы).
В 1989—1990 годах в издательстве «Художественная литература» вышло четырёхтомное собрание сочинений писателя.
В последние годы жизни работал над романом «Изгой», закончить который не успел (первая книга романа опубликована в журнале «Наш современник», № 2, 3 за 1993 год). События романа происходят на Дальнем Востоке в конце 1950-х годов, в его центре судьба военного инженера, затем журналиста Сергея Бородина, сына Андрея Бородина из романа «Мужики и бабы».
Произведения писателя переведены на иностранные языки. По его сценариям сняты фильмы.
Умер 2 марта 1996 года в Москве. Похоронен на Троекуровском кладбище столицы.

## Семья
Жена Шноре Мильда Эмильевна (1930 – 1.08.2008), переводчик, мемуарист, консультант национальной комиссии Союза писателей СССР. 
Сын Андрей — сценарист и писатель.
Дочь Анита — филолог, специалист по испанской литературе. Сын Пётр — физик-экспериментатор (в области технологии тонких плёнок).

## Награды и премии
- медаль «За победу над Германией» (30.04.1946)
- медаль «За боевые заслуги» (03.11.1953)
- орден Отечественной войны 2-й степени (11.03.1985)
- орден Дружбы народов (27.05.1993) — за большой вклад в развитие отечественной литературы и укрепление межнациональных культурных связей[5].
- орден «Знак Почёта» (16.11.1984)
- медали
- Государственная премия СССР (1989)

## Оценки творчества
Героями своих образно и увлекательно написанных книг Можаев делает своих современников — охотников, сплавщиков леса, колхозников, агрономов, художников, милиционеров и людей многих других профессий. Можаев предпочитает писать о сильных характерах, подчиняя в человеческом и политическом плане своё творчество отрицанию недемократических форм правления и призыву к жизни по совести.

### Романы
- «Мужики и бабы» (1-я книга, 1976; 2-я книга, 1987)
- «Изгой» (1-я книга, 1993; неоконч.)

### Повести
- «Власть тайги» (1954)
- «День без конца и без края» (1972)
- «Живой» («Из жизни Фёдора Кузькина») (1966; опубл. 1968)
- «История села Брёхова, писанная Петром Афанасиевичем Булкиным» (1968; опубл. 1978)
- «Наледь»
- «Падение лесного короля»
- «Полтора квадратных метра» (1970; опубл. 1982)
- «Полюшко-поле» («Против неба на земле») (1965)
- «Пропажа свидетеля»
- «Саня» (1957)
- «Тонкомер» (1984)

### Пьесы
- «Единожды солгавши» (1966; опубл. 1988)

## Экранизации
- 1964 — Зелёный дом
- 1968 — Хозяин тайги
- 1971 — Пропажа свидетеля
- 1978 — Предварительное расследование
- 1986 — В распутицу
- 1988 — Вам что, наша власть не нравится?!
- 1989 — Из жизни Фёдора Кузькина
- 2016 — Мужики и бабы

### Книги о писателе
- Елена Семёнова. Литературные портреты: Собрание работ о писателях XIX и XX веков. — М.: Традиция, 2010. — (Библиотека журнала «Голос Эпохи»). — 264 с. — ISBN 978-5-905074-12-7.

### Статьи о писателе
- Солженицын А. С Борисом Можаевым // Литературная газета. — 1997, 26 февраля.
- Павлов О. Поле Можаева // ExLibris — НГ. — 2003, 14 августа.
- Инна Борисова. Борис Можаев: Воля к независимости.
- Виталий Степанов. Можаев, Шукшин, Ефим Дорош, Яшин и другие.
- Лев Делюсин. Воспоминания о Борисе Можаеве.
- Елена Чуковская. Не по порядку.
- Турков А. Из племени «пашущих».
- Турков А. Путь к русской душе.
- Владимир Бондаренко. Живой.
- Эльвира Горюхина. «Ой, да все мы не чужие…»
- Шишаев  Б. С думой о Можаеве.
- Дарья Валикова. Хотите понять Россию? Читайте Бориса Можаева.